# فورد أي (1903-1904)
فورد أي (بالإنجليزية: Ford Model A)‏ هي أول سيارة من إنتاج شركة فورد بدأ إنتاجها في سنة 1903 وتوقف إنتاجها في 1904. وكان إرنست الفنيك، وهو طبيب أسنان من شيكاغو، أول مالك لسيارة فورد لنوع A، في 23 يوليو 1903. صُنع منها 1,750 سيارة من عام 1903 إلى 1904. وكانت السيارة من تصميم هنري فورد.